# Indirekt effekt
Indirekt effekt, eller principen om konform tolkning, är en särskild princip inom Europeiska unionen som innebär att en nationell domstol måste tolka den nationella lagstiftningen mot bakgrund av unionsrättens ordalydelse och syfte, även när dessa bestämmelser saknar direkt effekt. Principen om indirekt effekt skiljer sig från principen om direkt effekt, som innebär att en bestämmelse i unionsrätten kan åberopas av enskilda inför en nationell domstol likt en nationell lag.
Alla delar av unionsrätten har indirekt effekt – och alla delar av den nationella lagstiftningen måste tolkas i enlighet med unionsrätten i den utsträckning det är möjligt för en domstol. Indirekt effekt har dock störst betydelse när en bestämmelse i ett direktiv inte har införlivats i tid eller inte har införlivats korrekt av en medlemsstat, och bestämmelsen saknar horisontell direkt effekt. Det kan till exempel handla om en situation där en enskild väcker talan mot en annan enskild i ett mål som berörs av en bestämmelse i ett direktiv som inte införts korrekt. Enligt EU-domstolens rättspraxis ska nationell lagstiftning i så fall tolkas mot bakgrund av direktivets ordalydelse och syfte, i den mån det finns utrymme för detta enligt den nationella lagstiftningen.
Även bestämmelser i rekommendationer och yttranden kan ha indirekt effekt. I motsats till direktiv är rekommendationer och yttranden icke-bindande rättsakter, men EU-domstolen har fastställt genom rättspraxis att sådana rättsakter inte kan vara helt utan rättsverkan. Enligt EU-domstolens rättspraxis är de nationella domstolarna därför skyldiga att ta hänsyn till bestämmelser i rekommendationer och yttranden vid lösande av tvister, särskilt när de bidrar till tolkningen av nationella bestämmelser som antagits för deras genomförande eller när de har till syfte att utfylla bindande rättsakter.